# 汉昌陵
汉昌陵或称废昌陵，即西汉成帝在延陵之后为自己营造的第二座陵寝。昌陵历时五年建设后废弃，成帝复修延陵。
建始元年（前35年），始建延陵。鸿嘉元年（前20年）春二月壬午，汉成帝行幸初陵，赦作徒。以新丰县戏乡为昌陵县，奉初陵，赐百户牛、酒。鸿嘉二年夏，依照设置陵县时的惯例，徒郡国豪杰赀五百万以上五千户于昌陵邑。赐丞相、御史、将军、列侯、公主、中二千石冢地、第宅。
永始元年（前16年）秋七月，汉成帝下诏曰：“朕执德不固，谋不尽下，过听将作大匠万年（解万年）言昌陵三年可成。作治五年，中陵、司马殿门内尚未加功。天下虚耗，百姓罢劳，客土疏恶，终不可成。朕惟其难，怛然伤心。夫‘过而不改，是谓过矣’。其罢昌陵，及故陵勿徒吏民，令天下毋有动摇之心。”次年十二月，汉成帝再度下诏曰：“前将作大匠万年知昌陵卑下，不可为万岁居，奏请营作，建置郭邑，妄为巧作，积土增高，多赋敛徭役，兴卒暴之作。卒徒蒙辜，死者连属，百姓罢极，天下匮谒。常侍闳（王闳）前为大司农中丞，数奏昌陵不可成。侍中卫尉长（淳于长）数白宜早止，徙家反故处。朕以长言下闳章，公卿议者皆合长计。长首建至策，闳典主省大费，民以康宁。闳前赐爵关内侯，黄金百斤。其赐长爵关内侯，食邑千户，闳五百户。万年佞邪不忠，毒流众庶，海内怨望，至今不息，虽蒙赦令，不宜居京师。其徙万年敦煌郡。”
现代考古研究认为位于今西安市灞桥区和临潼区交界处的“八宝琉璃井”即是废昌陵遗址。遗址是有一处面积三平方公里的土丘，上有面积一百平方米的矩形土坑，当地民众称为“八宝琉璃井”。土坑之下是20米的夯土层，被认为是地宫所在。此处遗址在现行政上属临潼区，为区级文物保护单位。2008年，文物普查时又发现昌陵邑遗址，但遗址已遭到破坏。2015年，有报道提及昌陵遗址——“八宝琉璃井”已全部被砖厂“侵蚀”破坏。据卫星地图影像，2018年，该遗址已被彻底破坏，原地宫位置被临近厂房用作停车场。